# Урку
Урку (рум. Urcu) — село у повіті Караш-Северін в Румунії. Входить до складу комуни Шопоту-Ноу.
Село розташоване на відстані 339 км на захід від Бухареста, 55 км на південь від Решиці, 116 км на південний схід від Тімішоари.

## Населення
За даними перепису населення 2002 року у селі проживали 43 особи, усі — румуни. Усі жителі села рідною мовою назвали румунську.